# Општина Слатина-Тимиш (Караш-Северин)
Слатина-Тимиш (рум. Slatina-Timiş) општина је у Румунији у округу Караш-Северин.
Oпштина се налази на надморској висини од 371 m.